# Betriebswirtschaftliche Forschung und Praxis
Die Zeitschrift Betriebswirtschaftliche Forschung und Praxis (BFuP) ist eine deutschsprachige wissenschaftliche Fachzeitschrift auf dem Gebiet der Betriebswirtschaftslehre, welche im NWB Verlag erscheint. Anfangs wurde die Zeitschrift von der Studiengesellschaft für Betriebswirtschaft herausgegeben. Bis 1957 erschien sie im Verlag Heckner.

## Geschichte
Die Zeitschrift wurde 1949 von Wilhelm Hasenack (Georg-August-Universität Göttingen) gegründet und von Günter Sieben (Universität zu Köln) als Herausgeber in den Jahren 1971 bis 2004 fortgeführt. Im Jahr 1978 wurde Manfred Jürgen Matschke (Ernst-Moritz-Arndt-Universität Greifswald) in den Herausgeberkreis der BFuP aufgenommen, deren Geschäftsführung er von 1998 bis 2008 übernahm. Später wurde der Herausgeberkreis um Thomas Schildbach (Universität Passau, 1982 bis 2010), Thomas Hering (Fernuniversität in Hagen, seit 2004, geschäftsführend seit 2009), Ralf Ewert (Johann Wolfgang Goethe-Universität, 2005 bis 2006), Michael Olbrich (Universität des Saarlandes) (seit 2007) und Lutz Richter (Universität Trier) (seit 2012) erweitert.
Die thematische Ausrichtung der BFuP umfasst die Allgemeine Betriebswirtschaftslehre, insbesondere aber das Rechnungs- und Finanzwesen, das Prüfungs- und Steuerwesen sowie die Unternehmensbewertung. Alle eingereichten Beiträge unterliegen einer doppelt-blinden Begutachtung. Im Regelfall ist jedes Heft einem spezifischen Oberthema gewidmet. Zielgruppe sind gleichermaßen Theoretiker wie Praktiker.

## Rezeption
Die BFuP ist die einzige deutschsprachige betriebswirtschaftliche Zeitschrift, die im Social Sciences Citation Index (SSCI) des Institute for Scientific Information (ISI) erfasst ist.
Eine Bewertung von Zeitschriften des Rechnungswesens und der Steuerlehre aus der Sicht von Hochschullehrern stuft die BFuP auf den 14. Rang ein (Gesamtbewertung der Untergruppen Steuern, Externes Rechnungswesen, Wirtschaftsprüfung und Internes Rechnungswesen, Controlling). Im Bereich Steuern belegt die BFuP dabei den 8. Platz, im Bereich Externes Rechnungswesen, Wirtschaftsprüfung den 10. Platz sowie im Bereich Internes Rechnungswesen, Controlling den 28. Platz. Ausgewertet wurden 196 Zeitschriften.
Die wissenschaftlichen Kommissionen im Verband der Hochschullehrer für Betriebswirtschaft e.V. stufen die BFuP innerhalb ihrer Teilrankings aus dem Jahr 2024 in die Kategorie A rechtlich-normativ und die Kategorie C aus empirisch/formal-analytischer Sicht (Kommission Betriebswirtschaftliche Steuerlehre) sowie jeweils in die Kategorie C (Kommissionen Rechnungswesen; Internationales Management; Marketing; Operations Research; Personal; Produktionswirtschaft; Strategisches Management; Technologie, Innovation und Entrepreneurship; Wissenschaftstheorie und Ethik in der Wirtschaftswissenschaft) ein.